# Летягин, Афанасий Трофимович
Афана́сий Трофи́мович Летя́гин (15 января 1911, Бельник, Вятская губерния — 26 мая 1955, Москва) — советский военачальник, полковник (1943).

## Биография
Афанасий Трофимович Летягин родился 15 января 1911 года в деревне Малый Бельник (ныне — Бельник Зуевского района Кировской области).

### Довоенное время
В октябре 1933 года был призван в ряды РККА, после чего был направлен служить в 23-й полк НКВД, дислоцированный в Ростове-на-Дону, где окончил полковую школу младшего начсостава.
В октябре 1934 года был направлен на учёбу в 1-е военное пограничное училище НКВД, дислоцированное в Новом Петергофе (Ленинградская область), после окончания которой в ноябре 1937 года в этом же училище был назначен на должность командира взвода курсантов, в мае 1938 года — на должность командира взвода, а затем — на должность командира роты курсантов Орджоникидзевского военного пограничного училища НКВД.
В марте 1940 года Летягин был направлен на учёбу в Военную академию имени М. В. Фрунзе.

### Великая Отечественная война
С началом войны Летягин продолжил учиться в академии, а в сентябре 1941 года был назначен на должность помощника начальника оперативного отдела штаба 5-й армии. Во время битвы под Москвой в ноябре был тяжело ранен и контужен на Бородинском поле, после чего находился на лечении в военном госпитале № 355 в Киров. После выздоровления в январе 1942 года был назначен на должность заместителя начальника штаба — начальника 1-й части, а в июне — на должность начальника штаба 107-й отдельной стрелковой бригады.
В сентябре 1943 года Летягин был назначен на должность начальника штаба 99-го стрелкового корпуса, а с 24 сентября по 24 декабря временно исполнял должность командира этого же корпуса, который находился в резерве Ставки Верховного Главнокомандования. В декабре 1944 года 99-й стрелковый корпус был преобразован в 40-й гвардейский, а Летягин был назначен на должность начальника штаба этого же корпуса.

### Послевоенная карьера
В августе 1945 года был назначен на должность заместителя начальника Управления комендантской службы Советской военной администрации в Германии, а в апреле 1946 года — на должность начальника управления окружной военной комендатуры округа Анхальт провинции Саксония. 
В ноябре 1946 года направлен на учёбу в Высшую военную академию имени К. Е. Ворошилова.
С декабря 1948 года направлен в Оперативное управление Главного оперативного управления Генштаба, где служил на должностях старшего офицера-оператора Юго-западного направления и заместителя начальника отдела общего планирования боевой подготовки Вооружённых сил. В июле 1952 года был назначен на должность начальника группы 5-го отдела, а в октябре 1953 года — на должность заместителя начальника 2-го отдела 6-го управления Министерства обороны СССР.
Скончался 26 мая 1955 года в Москве. Похоронен на Ваганьковском кладбище.

## Награды
- Четыре ордена Красного Знамени;
- Орден Суворова 2 степени;
- Орден Отечественной войны 1 степени;
- Два ордена Красной Звезды;
- Медали;
- Иностранные награды.